# ももんず さんどうぃっち
『ももんず さんどうぃっち』は、2014年4月よりニコニコチャンネルおよびYouTubeで配信の短編Webアニメ。表参道エリア情報サイト『おもてサンド』が制作しており、同サイトのゆるキャラも出演している。ここでは第1期に当たるFLASHアニメ『いけいけ!ももんちゃん』についても説明する。

## 登場人物
ももん
声 - 深雪マリ
桃の被り物をし関西弁で話す女の子。第2作では、おもさん小学校2年3組に通う。
被り物はめるろん王女から貰った魔法のアンチエイジングマスクで、被ると頭身が変わる。
桃に身体が付いたおもてサンドのスタッフイラスト「ももん」が元。
ももん（エイジング）
声 - ふうらん ぷーか
被り物をしていない状態のももん。
たぬ
声 - きょーりゅー
ももんと一緒にいる子供の狸。
おもてサンド宣伝部長（自称）で、おもてサンドのゆるキャラでもある。
まあや
声 - 大宮福
大きい青い帽子を被ったフランスからの帰国子女の転校生。
シルクハットに足が付いたおもてサンドのスタッフイラスト「まあや」が元。
ちぃちゃん
声 - 宮尾知里
まあやと一緒にいるキツネの子。
みらい
声 - 澪乃せいら
眼鏡をかけ鼻にバンソーコーを貼っている、ももんのクラスメイト。占いもやっている。
予告（次回予言）ナレーションも担当。
ことり先生
声 - 味
ひよこの被り物をしたももんのクラス担任。
めるろん王女
声 - 沢城みゆき
王女。ももんとは何かの約束をしている。
よねだ
声 - 一晴
めるろん王女の執事。
ももんママ
ももんの母親。
さんどうぃっち
サンドウィッチの姿をした魔女。赤いサンドウィッチはももんに何かを伝えに来たが、たぬに食べられた。さらに緑のサンドウィッチが下校中のももん達の前に現れ、まあやに捕獲され、またたぬに食べられた。
がぁこちゃん
みらいの隣の席は初めから空席だったというが、ももんには「がぁこ」という名の女の子の記憶がある。
第8話でことり先生と共に登場している。
ピアノ講師・はな先生
戯の1に登場。
探検家・もこ田さん
戯の1に登場。
松尾れい
戯の2に登場。ネトゲ廃人。ミヤベという憧れの先輩がいる。
松尾小次郎
戯の2に登場。れいの兄。
ぽこ
ぽこ&うぃっちに登場。ももんちゃんの部屋のテディベア。
うぃっち
ぽこ&うぃっちに登場。ももんちゃんの部屋のスパムおにぎり。

## いけいけ!ももんちゃん
2012年11月から2013年3月までYouTubeで配信された、ももんちゃんとタヌキの2人のほのぼの会話がメインの自称ゆるふわアニメ。現在YouTubeでは一部エピソード以外は削除されたが2014年にはニコニコチャンネルでも配信されている。

### スタッフ（第1期）
- アニメーション - ももんぷろじぇくと
- 製作 - おもてさんど せいさく いいんかい

### 各話リスト（第1期）
| 話数              | サブタイトル        | エンドメッセージ                                 | 配信日          |
| ----------------- | ------------------- | ------------------------------------------------ | --------------- |
| 第1話             | ももん登場!の巻     | ももんだよ                                       | 2012年 11月29日 |
| 第2話             | ひみつ道具の巻      | え、あのこ ねこのこ?                             | 12月6日         |
| 第3話             | 星うらないの巻      | むし きらい                                      | 12月13日        |
| 第4話             | きゃりーPの巻       | ふぁっしょん ももんすた→                         | 12月20日        |
| 第5話             | 小さい靴下の巻      | ありがと サンタさん                              | 12月27日        |
| 第6話             | お正月遊ビの巻      | はっぴ→にゅ→いや→                                | 2013年 1月3日   |
| 第7話             | ユキだるまの巻      | えきに おはか たてたら あかんて おこられたわ     | 1月10日         |
| 第8話             | みらいの姿の巻      | ぷりんだと おもっていたのに ちゃわんむし         | 1月17日         |
| 第9話             | アライぐまの巻      | ラスカルって どんなおはなしやねん                | 1月24日         |
| 戯（タワムレ）の1 | オトシモノ          | オトシモノ いらぬものなら ただのゴミ もこ田      | 1月31日         |
| 第10話            | 幻想狂想曲の巻      | あんぱんのごまって もっとあっても いいとおもうの | 2月7日          |
| 第11話            | ちょこの日の巻      | いくらなんでも ペーはひどいわ                    | 2月14日         |
| 戯（タワムレ）の2 | ネトゲ廃人          | 今日も課金 運営様に 今日も募金 れい              | 2月21日         |
| 第12話            | ばんごはんの巻      | あしたはきっと ハンバーグ                        | 2月28日         |
|                   | ぽこ&うぃっち vol.1 |                                                  | 3月7日          |
| 第13話            | WD大作戦の巻        | こんな いじわるするとか ほんまひどいわ           | 3月14日         |
| 第14話            | はいきんぐの巻      | たぬたぬぼおず あーしたてんきに しておくれー     | 3月21日         |
| 第15話(終)        | 春の旅立ちの巻      | あらたなたびだち しばしのおわかれ                | 3月28日         |

## ももんず さんどうぃっち
ニコニコチャンネルおよびYoutubeで配信の表参道を舞台としたショートアニメ。前作から1年後、ももんが小学2年生になったエピソード。2014年3月から9月まで配信されたが、第8話を以って諸般の事情により制作休止となった。
第3期に向けての活動告知もあったものの、2016年12月におもてサンド自体の活動が終了している。

### スタッフ（第2期）
- 原作・総制作 - みひな（キャラクター原案 - おもてサンド）
- 制作アシスタント - 越谷つかさ、味
- 背景制作 - なたぽん
- 3D制作 - ナイス・デー
- 製作マネジメント - ハッカ・インターナショナル
- マネジメントディレクター - 小澤和徳
- ディレクター - K.TSUBASA
- プロデューサー - 今井浩司
- アニメーション制作 - ももんぷろじぇくと、みひな
- 制作 - ももんぷろじぇくと、おもてサンド製作委員会

### 主題歌
主題歌「ふわりフライト」
作詞・作曲・編曲 - みひな / 歌 - 黄いろ、ももん（深雪マリ、ふうらんぷーか）
キャラクターソング「たぬのマジカルホリデー」
作詞・作曲・編曲：みひな / うた - 黄いろ / キャラクターボイス - たぬ（きょーりゅー）
2014年6月11日にニコニコ動画でPV配信。

### 各話リスト（第2期）
| 話数   | サブタイトル                     | 配信日        |
| ------ | -------------------------------- | ------------- |
| 第00話 | エピソードZERO                   | 2014年 3月9日 |
| 第01話 | ももん出発！だって約束なんだもん | 4月2日        |
| 第02話 | 遭遇！これが出会いなんだもん     | 4月16日       |
| 第03話 | 必殺！だって友達なんだもん       | 4月30日       |
| 第04話 | 実食！お昼はお弁当なんだもん     | 5月14日       |
| 第05話 | 空席！だって想い出せないんだもん | 5月28日       |
| 第06話 | 宿題！とんだ災難なんだもん       | 7月9日        |
| 第07話 | 捕獲！物語がカオスになるんだもん | 8月4日        |
| 第08話 | 追憶！たぬは見ていたんだもん     | 9月3日        |

### 番外編
『ももんず さんどうぃっち スピンオフ たぬの休日』
たぬがメインのCGアニメ。弟1話はNO MORE 映画泥棒ネタ。
- アニメーション制作・音楽 - みひな
- 製作 - ももんぷろじぇくと、おもてサンド製作委員会

| 話数  | サブタイトル     | 配信日         |
| ----- | ---------------- | -------------- |
| 1日め | 映画を観にいこう | 2014年 6月25日 |